# Nacionalni park Matsalu
Nacionalni park Matsalu (prethodno Prirodni rezervat Matsalu, est.: Matsalu rahvuspark, često samo Matsalu) je prirodni rezervat (osnovan je 1957.) i nacionalni park koji se nalazi u okrugu Lääne, zapadna Estonija. Matsalu obuhvaća površinu od 486,1 km2, koja se sastoji zaljeva Matsalu, delta rijeke Kasari i okolnog područja.
Godine 1976. Matsalu je uključen na popis močvarnih područja od međunarodne važnosti na temelju Međunarodne konvencije o zaštiti močvarnih područja (Ramsarska konvencija). 
Zaljev Matsalu (est. Matsalu laht) je jedno od najvažnijih vlažnih područja za ptice u Europi zbog svog položaja. Velik broj ptica selica koristiti Matsalu kao odmorište i hranilište. Svakog proljeća više od dva milijuna ptica močvarica prođe Matsalu, od čega oko 1,6 milijuna patki ledara (lat. Clangula hyemalis). 
Matsalu je dom za brojne ugrožene vrste, od kojih su mnogi navedeni u estonskom Crvenom popisu, uključujući i štekavca (Haliaeetus albicilla) koji ima najviši stupanj zaštite.
Međunarodni Film Festival Matsalu se održava u obližnjem gradu Lihula. Uglavnom se prikazuju prirodni dokumentarci. 2007. godine organizatori festivala su dobili nagradu za zaštitu okoliša od estonskog Ministarstva zaštite okoliša. Ministarstvo je istaknulo trajnu i uspješnu organizaciju filmskog festivala koji je popularizirao zaštitu prirode i značajno doprinio ekološkoj svijesti.

## Vanjske poveznice
|  | Zajednički poslužitelj ima još gradiva o temi Nacionalni park Matsalu |

- Službene stranice Nacionalni park Matsalu
- Karta nacionalnog parka Matsalu
- Matsalu International Nature Film Festival  Arhivirana inačica izvorne stranice od 18. kolovoza 2007. (Wayback Machine)

1. ↑  Rječnik standardnih hrvatskih ptičjih naziva (PDF). HAZU. Zavod za orntologiju HAZU. 2018